# Marc Bureau
Marc Joseph Denis Bureau (* 19. Mai 1966 in Trois-Rivières, Québec) ist ein ehemaliger kanadischer Eishockeyspieler und -scout, der im Verlauf seiner aktiven Karriere zwischen 1983 und 2001 unter anderem 617 Spiele für die Calgary Flames, Minnesota North Stars, Tampa Bay Lightning, Canadiens de Montréal und Philadelphia Flyers in der National Hockey League (NHL) auf der Position des Centers bestritten hat. Seinen größten Karriereerfolg feierte Bureau jedoch in Diensten der Salt Lake Golden Eagles mit dem Gewinn des Turner Cups der International Hockey League im Jahr 1988.

## Karriere
Bureau verbrachte seine Juniorenzeit zwischen 1983 und 1987 über vier Jahre in der Ligue de hockey junior majeur du Québec (LHJMQ). Dort absolvierte der Angreifer zunächst eineinhalb Jahre im Trikot der Saguenéens de Chicoutimi, ehe er im Verlauf der Saison 1984/85 zum Ligakonkurrenten Bisons de Granby transferiert wurde. Im Trikot der Bisons gelang Bureau am Saisonende der Sprung ins Third All-Star Team der Liga. Dennoch kehrte er noch im selben Kalenderjahr in der folgenden Spielzeit zu den Saguenéens de Chicoutimi zurück. Die Saison 1986/87 bestritt der Stürmer schließlich im Trikot der Chevaliers de Longueuil, mit denen er zum Ende seiner Juniorenkarriere die Meisterschaft der LHJMQ in Form der Coupe du Président gewann. Daran hatte er mit 37 Scorerpunkten in 20 Playoff-Spielen maßgeblichen Anteil. In Folge der Meisterschaft nahm er mit der Mannschaft am Memorial Cup teil, ehe er ungedraftet in den Profibereich wechselte.
Im Mai 1987 sicherten sich die Calgary Flames aus der National Hockey League (NHL) Bureaus Dienste. Deren damaliger Manager Cliff Fletcher hatte den Franko-Kanadier für die folgenden Jahre für das Farmteam Salt Lake Golden Eagles aus der International Hockey League (IHL) eingeplant. Mit den Golden Eagles sicherte sich der Rookie in seiner ersten Profisaison den Turner Cup. In den drei folgenden Spielzeiten war Bureau ebenfalls fester Bestandteil des Kaders der Salt Lake Golden Eagles und erreichte in zwei Spieljahren mindestens 40 Tore sowie die zweimalige Berufung in eines der All-Star-Teams. Bis zu seinem Transfer zu den Minnesota North Stars im März 1991 im Tausch für ein Drittrunden-Wahlrecht im NHL Entry Draft 1991 hatte der Mittelstürmer aufgrund der Qualität des Flames-Kaders auf der Center-Position mit Joe Nieuwendyk, Joel Otto und Jim Peplinski lediglich zehn NHL-Einsätze absolviert. Erst im Trikot der North Stars entwickelte sich Bureau zu einem NHL-Stammspieler und erreichte mit diesen die Finalspiele der Stanley-Cup-Playoffs 1991. Aufgrund von Verletzungen absolvierte er in der Saison 1991/92 nur 46 Spiele für Minnesota. Kurz nach dem Beginn der Spielzeit 1992/93 gelangte er über die Waiver-Liste zu den neu gegründeten Tampa Bay Lightning, die in ihre erste NHL-Saison gingen. Bureau wurde dort in den folgenden drei Jahren heimisch, ehe ihn ein erneutes Transfergeschäft Ende Juni 1995 zu den Canadiens de Montréal in seine Heimatprovinz Québec führte. Das franko-kanadische Franchise gab dafür den erfahrenen Brian Bellows an die Lightning ab.
In Montréal blieb Bureau ebenfalls drei Spielzeiten lang und füllte – wie bei seinen drei vorherigen NHL-Stationen – die Position eines defensiv orientierten Stürmers aus. Im Sommer 1998 wechselte er als Free Agent zu den ambitionierten Philadelphia Flyers, die ihn im März 2000 für Travis Brigley und ein Sechstrunden-Wahlrecht im NHL Entry Draft 2001 wieder an seinen Ex-Klub aus Calgary abgaben. Für die Flames absolvierte er bis zum Saisonende der Millenniumssaison seine letzten neun von 617 NHL-Spielen. Aufgrund einer im Oktober 2000 während eines Trainings erlittenen Rückenverletzung bestritt er in seiner letzten Profisaison lediglich 17 Partien für das Farmteam Saint John Flames in der American Hockey League (AHL). Nach seinem Karriereende war Bureau zwischen 2011 und 2014 drei Spielzeiten lang als Scout der Cape Breton Screaming Eagles in der LHJMQ tätig.

## Erfolge und Auszeichnungen
| - 1985 LHJMQ Third All-Star Team - 1987 Coupe-du-Président-Gewinn mit den Chevaliers de Longueuil - 1988 Turner-Cup-Gewinn mit den Salt Lake Golden Eagles | - 1990 IHL Second All-Star Team - 1991 IHL Second All-Star Team |

## Karrierestatistik
(Legende zur Spielerstatistik: Sp oder GP = absolvierte Spiele; T oder G = erzielte Tore; V oder A = erzielte Assists; Pkt oder Pts = erzielte Scorerpunkte; SM oder PIM = erhaltene Strafminuten; +/− = Plus/Minus-Bilanz; PP = erzielte Überzahltore; SH = erzielte Unterzahltore; GW = erzielte Siegtore; 1 Play-downs/Relegation; Kursiv: Statistik nicht vollständig)